# 东佛兰德省
东佛兰德省（荷蘭語：Oost-Vlaanderen，發音：[ˌoːst ˈflaːndərə(n)] ⓘ，發音：[flɑ̃dʁ ɔʁjɑ̃tal] ⓘ，發音：[ˈɔstˌflandɐn]），比利時弗拉芒大區中西部省份，省会根特，面積2982平方公里，人口1515064（2019年）。该省通行荷蘭語，是弗拉芒社群的一部分；省内部分市镇属于语言便利市镇，为法语使用者提供语言便利。

## 行政區劃
东佛兰德省下分六个区：阿爾斯特區、登德爾蒙德區、埃克洛區、根特區、奧德納爾德區和圣尼克拉斯区，共辖有60个市镇。